# Leszno Małe
Leszno Małe [ˈlɛʂnɔ ˈmawɛ] (tiếng Đức: Leschnau Försterei)  là một ngôi làng thuộc khu hành chính của Gmina Barczewo, thuộc huyện Olsztyński, Warmińsko-Mazurskie, ở miền bắc Ba Lan.
Trước năm 1945, khu vực này là một phần của Đức (Đông Phổ).